# Angelo Carvalho
Angelo Ferreira Carvalho (3 agosto 1925 – 8 ottobre 2008) è stato un calciatore portoghese, di ruolo difensore.

## Carriera

### Nazionale
Ha collezionato 15 presenze con la propria Nazionale.